# Terres
Terres é uma comuna italiana da região do Trentino-Alto Ádige, província de Trento, com cerca de 304 habitantes. Estende-se por uma área de 6 km², tendo uma densidade populacional de 51 hab/km². Faz fronteira com Tuenno, Nanno, Flavon.